# トマス・ラバニーニ
トマス・ラバニーニ（Tomas Lavanini、1993年1月22日 - ）は、トップ14リヨンOUに所属するラグビーユニオン選手。

## プロフィール
- アルゼンチン・ブエノスアイレス出身。
- ポジションはロック(LO)。
- 身長 201cm、体重 130kg
- U20アルゼンチン代表に選ばれたことがある[1]。
- アルゼンチン代表キャップは82（2024年10月現在）でワールドカップ2015・2019・2023のアルゼンチン代表に選ばれた[2]。

## 略歴
パンパスXV、ラシン92、ハグアレスを経て、2019年、レスター・タイガースに加入。
2021年、ASMクレルモンに加入。 
2024年、リヨンOUに加入。